# Emerald Island (мініальбом)
Emerald Island — мініальбом нідерландської співачки Каро Емеральд. Випущений Grandmono Records 6 березня 2017 на підтримку її туру «The Emerald Island Tour». Продюсерами були David Schreurs і Jan van Wieringen, авторами — David Schreurs, Вінсент ДеДжорджіо і Гай Чемберс. Емеральд каже, що мініальбом натхненний жанром музики exotica, популярним у 50/60-ті.

## Список композицій
Автор слів Вінсент ДеДжорджіо і Гай Чемберс. Продюсери David Schreurs і Jan van Wieringen. 
| #     | Назва              | Тривалість |
| ----- | ------------------ | ---------- |
| 1.    | «Tahitian Skies»   | 3:44       |
| 2.    | «The Ghost of You» | 3:43       |
| 3.    | «Never Ever»       | 3:36       |
| 4.    | «Exotic Flu»       | 1:10       |
| 5.    | «Whatchugot»       | 3:17       |
| 6.    | «The Dark»         | 2:21       |
| 17:51 |                    |            |

## Випуск
| Регіон   | Дата            | Лейбл     | Прим. |
| -------- | --------------- | --------- | ----- |
| Бенілюкс | 6 березня 2017  | Grandmono | [ 3 ] |
| Світ     | 24 березня 2017 | Grandmono | [ 4 ] |